# Conrad Heyden
Conrad Heyden (* um 1385 vermutlich bei Schwäbisch Hall, Deutschland; † 1444 ebenda) war Stadtschreiber von Schwäbisch Hall und Autor des Klagspiegels.

## Leben
Heyden studierte ab dem Winter 1403/04 in Erfurt, um nach einer Kanzleiausbildung ab 1413 Stadtschreiber in der damals bedeutenden Reichsstadt Schwäbisch Hall zu werden. Als Stadtschreiber war er nicht nur Berater der Stadtregierung, sondern auch mit der Redaktion von Gesetzen und sonstigen Rechtstexten befasst. 1436 wegen politischer Intrigen aus dem Amt entlassen, war er zeitweilig juristischer Berater des nahegelegenen reichsunmittelbaren Klosters Comburg. 1444 verstarb er als angesehener und sehr wohlhabender Mann.

## Werke
Nachdem Heyden bereits als Stadtschreiber einzelne juristische Texte entworfen hatte, verfasste er ab zirka 1436 den nach Erfindung des Buchdrucks über 20 Mal gedruckten Klagspiegel, eines der bedeutendsten Rechtsbücher des ausgehenden Mittelalters.